# Francis Day
Pour les articles homonymes, voir Day.
Francis Day est un ichtyologiste britannique, né le 2 mars 1829 et mort le 10 juillet 1889.
Il commence sa carrière comme médecin à la province de Madras de la Compagnie anglaise des Indes orientales et commence alors à s’intéresser aux poissons. Il écrit une monographie sur les poissons de la région entre 1857 et 1878 sous le titre de The Fishes of India et qu’il complète en 1888. Il est également l’auteur des deux volumes consacrés aux poissons dans la série Fauna of British India qui paraissent en 1889 et dans lesquels il décrit plus de 1 400 espèces. Il occupe également les fonctions d’inspecteur général des pêches pour l’Inde et la Birmanie. On estime qu’il décrit 343 espèces nouvelles. Sa collection est acquise par l’Australian Museum sous la direction d’Edward Pierson Ramsay (1842-1916).

## Source
Whitehead, P.J.P. & P.K. Talwar, 1976. Francis Day (1829-1889) and his collections of Indian Fishes. Bulletin of the British Museum (Natural History), Historical Series 5(1): 1-189, pls. 1-4.